# Trisetum debile
Trisetum debile là một loài thực vật có hoa trong họ Hòa thảo. Loài này được Chrtek miêu tả khoa học đầu tiên năm 1990.